# Georg Reinholdt Wankel
Georg Reinholdt Wankel (Moss, 12 januari 1843 - ???, 1 februari 1907) was een Noorse politicus voor de Conservatieve Partij van Noorwegen.
Hij werd geboren als zoon van de in Duitsland geboren ingenieur Ignatz Wankel (1806-1881) en zijn vrouw Karen Bolette Sandberg (1815-1898). In juni 1869 trouwde hij met Charlotte Sophie Rosenkilde uit Stavanger. Ze stierf al in maart 1870. In 1882 trouwde Wankel met Sigrid Ring, dochter van Jens Ring en kleindochter van Paul Vinsnes. Zij hadden samen meerdere kinderen. Onder hen bevindt zich de befaamde kubistische schilder Charlotte Wankel.
Wankel werd verkozen voor het Noorse Parlement in 1889, en vertegenwoordigde er het kiesdistrict van Smaalenenes Amt. Hij diende slechts één termijn.